# Tetsuo Satō
Tetsuo Satō (jap. 佐藤哲夫 Satō Tetsuo; ur. 12 marca 1949 w Sōma, zm. 11 czerwca 2025) – japoński siatkarz. Dwukrotny medalista olimpijski.
Mierzący 198 cm wzrostu zawodnik znajdował się w składzie srebrnych medalistów olimpijskich w Meksyku. W 1972 w Monachium znalazł się wśród triumfatorów igrzysk olimpijskich. Brał udział w IO 76 (czwarte miejsce).

## Źródła
- Tetsuo Sato [online], Olympedia.com [dostęp 2025-10-13] (ang.).